# Common Desktop Environment
Il Common Desktop Environment (CDE) è un'interfaccia grafica originariamente proprietaria per sistemi Unix basata sulle librerie grafiche Motif. 
È l'interfaccia grafica standard per l'OpenVMS di Hewlett-Packard, basato sul Visual User Environment (VUE) di HP.

## Storia
Nel giugno del 1993 Hewlett-Packard, IBM, SunSoft ed Unix System Laboratories annunciarono l'inizio dello sviluppo del progetto. Successivamente nel marzo del 1994 alla guida dello sviluppo passarono ad Open Software Foundation ed Unix International e nel 1996 a The Open Group (nato dalla fusione delle precedenti associazioni) che nel 1997 pubblicò la versione 2.1.
Sebbene nel 2000 CDE fosse considerato de facto l'interfaccia standard per sistemi UNIX l'avvento di progetti open source come KDE e GNOME per sistemi Linux e la loro rapida diffusione convinse i componenti della The Open Group ad abbandonare il CDE in favore delle interfacce grafiche open source. Nel 2001 le società Hewlett-Packard (HP-UX) e Sun Microsystems (Solaris) annunciarono che i loro UNIX avrebbero abbandonato il CDE in favore del progetto GNOME.
Nell'aprile del 2003 HP ha deciso di ritornare a utilizzare la CDE dichiarando che il progetto GNOME non era in grado di fornire un'interfaccia grafica sufficientemente stabile per le loro esigenze. HP ha anche suggerito la necessità di realizzare delle API per la realizzazione di un'interfaccia grafica senza fronzoli ma stabile e parca di risorse.
Nel 2006 venne promossa una petizione per chiedere la pubblicazione del codice sorgente di CDE e all'inizio del 2010 venne avviato un progetto open source chiamato OpenCDE, al fine di avere una versione libera del CDE. Il progetto intendeva riprodurre la grafica, l'organizzazione e le funzionalità di CDE senza l'utilizzo di codice derivato dallo stesso.
Il 6 agosto 2012 CDE è stato messo a disposizione sotto la licenza libera LGPL. Il codice sorgente è disponibile su SourceForge e richiede le librerie grafiche Motif e Xlt. La Motif fu messa a disposizione con la licenza libera LGPL nel 26 ottobre 2012. Il codice sorgente è anche disponibile da Sourceforge.

## Progetti collegati
Nel 2019 è stato creato il Not so Common Desktop Enviroment una reimplementazione più moderna ed aggiornata di CDE, basata su FVWM il cui sviluppo è curato da Hegel3DReloaded, i vari rilasci sono disponibili su GitHub per le distribuzioni GNU/Linux.